# Gauliga Baden 1938/39
Die Gauliga Baden 1938/39 war die sechste Spielzeit der Gauliga Baden im Fußball. Sie begann am 11. September 1938 und endete am 18. Mai 1939. Vorjahresmeister VfR Mannheim verlor keines der 18 Saisonspiele, verteidigte damit seinen Titel souverän und qualifizierte sich für die Endrunde um die deutsche Meisterschaft. Im Kampf gegen den Abstieg ging es in dieser Runde äußerst knapp zu. Der zweite Absteiger neben dem abgeschlagenen Neuling Offenburger FV wurde – nach etlichen Protesten – durch ein Entscheidungsspiel zwischen der SpVgg Sandhofen und dem VfL Neckarau ermittelt. Sandhofen gewann mit 2:0 und Neckarau hätte erstmals seit Bestehen der Gauliga in die Zweitklassigkeit absteigen müssen. Da die Saison 1939/40 bedingt durch den Kriegsausbruch in mehreren Staffeln ausgetragen wurde, traten beide „Absteiger“ dennoch wieder in der höchsten Spielklasse an.

## Kreuztabelle
Die Kreuztabelle stellt die Ergebnisse aller Spiele dieser Saison dar. Die Heimmannschaft ist in der linken Spalte, die Gastmannschaft in der oberen Zeile aufgelistet.
| 1938/39                | VfR Mannheim | 1. FC Pforzheim | Freiburger FC | SV Waldhof Mannheim | VfB Mühlburg | Karlsruher FV | FC Phönix Karlsruhe | VfL Neckarau | SpVgg Sandhofen | Offenburger FV |
| ---------------------- | ------------ | --------------- | ------------- | ------------------- | ------------ | ------------- | ------------------- | ------------ | --------------- | -------------- |
| VfR Mannheim           |              | 3:0             | 2:1           | 4:0                 | 2:1          | 3:2           | 1:1                 | 4:1          | 1:1             | 6:0            |
| 1. FC Pforzheim        | 1:1          |                 | 7:1           | 3:2                 | 1:1          | 5:2           | 1:1                 | 0:0          | 4:1             | 6:1            |
| Freiburger FC          | 2:4          | 1:0             |               | 2:1                 | 3:0          | 3:0           | 1:2                 | 1:2          | 2:1             | 2:0            |
| SV Mannheim-Waldhof 07 | 1:2          | 5:1             | 1:2           |                     | 1:2          | 3:1           | 2:1                 | 4:0          | 4:0             | 6:0            |
| VfB Mühlburg           | 0:1          | 0:2             | 1:1           | 1:1                 |              | 1:2           | 2:3                 | 2:4          | 4:0             | 4:0            |
| Karlsruher FV          | 0:0          | 0:1             | 0:4           | 3:1                 | 1:3          |               | 1:0                 | 6:1          | 1:0             | 7:1            |
| FC Phönix Karlsruhe    | 1:1          | 1:0             | 1:1           | 2:3                 | 0:1          | 3:0           |                     | +0:0 a       | 0:1             | 3:6            |
| VfL Neckarau           | 0:0          | 0:1             | 3:0           | 0:3                 | 1:4          | 1:1           | 2:0                 |              | 2:0             | 1:2            |
| SpVgg Sandhofen        | 0:3          | 5:3             | 1:3           | 0:8                 | 1:0          | 1:0           | 4:2                 | 2:1          |                 | 6:0            |
| Offenburger FV         | 0:3          | 1:3             | 0:2           | 2:4                 | 1:1          | 1:4           | 0:0                 | 2:3          | 2:1             |                |

## Abschlusstabelle
| Pl. | Verein              | Sp. | S  | U | N  | Tore    | Quote | Punkte |
| --- | ------------------- | --- | -- | - | -- | ------- | ----- | ------ |
| 1.  | VfR Mannheim (M)    | 18  | 12 | 6 | 0  | 041:120 | 3,42  | 30:60  |
| 2.  | 1. FC Pforzheim     | 18  | 9  | 4 | 5  | 039:260 | 1,50  | 22:14  |
| 3.  | Freiburger FC       | 18  | 10 | 2 | 6  | 032:260 | 1,23  | 22:14  |
| 4.  | SV Waldhof Mannheim | 18  | 10 | 1 | 7  | 050:260 | 1,92  | 21:15  |
| 5.  | VfB Mühlburg        | 18  | 6  | 4 | 8  | 028:250 | 1,12  | 16:20  |
| 6.  | Karlsruher FV (N)   | 18  | 7  | 2 | 9  | 031:320 | 0,97  | 16:20  |
| 7.  | FC Phönix Karlsruhe | 18  | 5  | 5 | 8  | 021:270 | 0,78  | 15:21  |
| 8.  | SpVgg Sandhofen     | 18  | 7  | 1 | 10 | 025:400 | 0,63  | 15:21  |
| 9.  | VfL Neckarau        | 18  | 6  | 3 | 9  | 022:320 | 0,69  | 15:21  |
| 10. | Offenburger FV (N)  | 18  | 3  | 2 | 13 | 019:620 | 0,31  | 08:28  |

| (M) | Titelverteidiger                  |
| (N) | Aufsteiger aus den Bezirksklassen |

Entscheidungsspiel Platz 8:

Da am Ende der Spielzeit noch nicht abzusehen war, dass die Gauliga kriegsbedingt zur kommenden Spielzeit erweitert wird, gab es ein Entscheidungsspiel um den Klassenerhalt zwischen den beiden punktgleichen Mannschaften von Sandhofen und Neckarau, welches Sandhofen siegreich bestreiten konnte. Das Spiel wurde auf Anordnung des Reichsfachamtes ausgetragen.
| Datum        |                 | Ergebnis  |              | Stadion                            |
| ------------ | --------------- | --------- | ------------ | ---------------------------------- |
| 18. Mai 1939 | SpVgg Sandhofen | 2:0 (0:0) | VfL Neckarau | Stadion Mannheim (5.000 Zuschauer) |

## Aufstiegsrunde
Durch die nachträgliche Erweiterung der Gauliga Baden 1939/40 stiegen neben den beiden Siegern der Aufstiegsrunde alle weiteren teilnehmenden Vereine auf, wobei der FC Rheinfelden die kommenden Spielzeit wegen der exponierten Lage außer Konkurrenz spielte.

### Gruppe Nord
| Pl. | Verein                                                            | Sp. | S | U | N | Tore    | Quote | Punkte |
| --- | ----------------------------------------------------------------- | --- | - | - | - | ------- | ----- | ------ |
| 1.  | 1. FC 08 Birkenfeld (Sieger Bezirksklasse III Mittelbaden-Nord)   | 4   | 3 | 0 | 1 | 015:300 | 5,00  | 06:20  |
| 2.  | SpVgg Amicitia Viernheim (Sieger Bezirksklasse I Unterbaden-West) | 4   | 2 | 1 | 1 | 021:700 | 3,00  | 05:30  |
| 3.  | FG Kirchheim (Sieger Bezirksklasse II Unterbaden-Ost)             | 4   | 0 | 1 | 3 | 004:300 | 0,13  | 01:70  |

### Gruppe Süd
| Pl. | Verein                                                    | Sp. | S | U | N | Tore    | Quote | Punkte |
| --- | --------------------------------------------------------- | --- | - | - | - | ------- | ----- | ------ |
| 1.  | FC 08 Villingen (Sieger Bezirksklasse VII Konstanz)       | 6   | 4 | 1 | 1 | 015:600 | 2,50  | 09:30  |
| 2.  | FC Rheinfelden (Sieger Bezirksklasse VI Oberbaden-Süd)    | 6   | 3 | 2 | 1 | 012:130 | 0,92  | 08:40  |
| 3.  | VfR Achern (Sieger Bezirksklasse V Oberbaden-Nord)        | 6   | 2 | 1 | 3 | 007:110 | 0,64  | 05:70  |
| 5.  | Rastatter FV 04 (Sieger Bezirksklasse IV Mittelbaden-Süd) | 6   | 1 | 0 | 5 | 010:140 | 0,71  | 02:10  |

## Statistiken

### Torschützen
| Rang | Spieler        | Verein              | Tore |
| ---- | -------------- | ------------------- | ---- |
| 1    | Georg Herbold  | SV Waldhof Mannheim | 17   |
| 2    | Fritz Barth    | SpVgg Sandhofen     | 12   |
| 2    | Joseph Beha    | Freiburger FC       | 12   |
| 2    | Oswald Brecht  | Karlsruher FV       | 12   |
| 5    | Karl Bielmeier | SV Waldhof Mannheim | 11   |
| 5    | Anton Lutz     | VfR Mannheim        | 11   |
| 5    | Hugo Rastetter | VfB Mühlburg        | 11   |

### Zuschauer
|         | Verein                 | Zuschauer | pro Spiel |
| ------- | ---------------------- | --------- | --------- |
| 01.     | SV Mannheim-Waldhof 07 | 47.760    | 5.307     |
| 02.     | VfR Mannheim           | 47.470    | 5.274     |
| 03.     | VfL Neckarau           | 41.760    | 4.640     |
| 04.     | VfB Mühlburg           | 39.080    | 4.342     |
| 05.     | 1. FC Pforzheim        | 31.250    | 3.472     |
| 06.     | FC Phönix Karlsruhe    | 30.750    | 3.844     |
| 07.     | Freiburger FC          | 22.920    | 2.547     |
| 08.     | Karlsruher FV          | 20.380    | 2.264     |
| 09.     | SpVgg Sandhofen        | 18.250    | 2.028     |
| 10.     | Offenburger FV         | 16.750    | 1.861     |
| Gesamt: | Gesamt:                | 316.370   | 3.555     |

- Spiel mit den meisten Zuschauern: SV Mannheim-Waldhof 07 – VfR Mannheim und VfL Neckarau – SpVgg Sandhofen (Doppelveranstaltung am 13. November 1938; 22.010 Zuschauer)
- Spiel mit den wenigsten Zuschauern: Karlsruher FV – Offenburger FV (25. Dezember 1938; 950 Zuschauer)